# دوري بنغلاديش لكرة القدم 2017
الدوري البنجلاديشي لكرة القدم 2017 (بالبنغالية: ২০১৭ বাংলাদেশ চ্যাম্পিয়নশিপ লীগ)‏ هو موسم من الدوري البنجلاديشي لكرة القدم ‏. فاز فيه نادي باشوندارا كينغز.